# Jeff Brazier
Jeff Brazier, född 1979 i London, är en brittisk TV-personlighet och fotbollsspelare. Han spelade ett tag i den åländska idrottsföreningen IF Finströms Kamraterna.